# Herbert Brust
Herbert Brust (* 17. April 1900 in Königsberg i. Pr.; † 26. Juni 1968 in Bremerhaven) war ein deutscher Organist, Komponist und Musiklehrer. Berühmt machte ihn das Ostpreußenlied Land der dunklen Wälder.

## Leben
Das Geburtshaus Herbert Brusts stand am Königsberger Schlossteich, wo später die Stadthalle (Königsberg) erbaut wurde und wo auch Werke von ihm zur Aufführung kamen. Walter Eschenbach, Kirchenmusikdirektor und Domorganist, war sein erster Lehrer. Er lernte ferner beim Dirigenten des Haberberger Oratorien-Vereins, dem Orgelvirtuosen Reinhold Lichey. So spielte er bereits als 16-Jähriger die Orgel der Löbenichtschen Kirche. 1919–1922 studierte er an der Berliner Hochschule für Musik unter den Professoren Fischer und Friedrich Ernst Koch. Nach Abschluss der Meisterklasse für Komposition und Ablegung des Examens ging Brust nach Königsberg zurück. Dort war er freischaffender Künstler und Mitarbeiter des Ostmarken-Rundfunks. In Königsberg entstanden seine Bläser- und Kammermusiken, die Funkhaus-Weihe-Kantate, die Oratorien Das große Totenspiel (Text von Ernst Wiechert) und Ostpreußenland mit dem Schlusschor Land der dunklen Wälder (Text Erich Hannighofer). Er vertonte Texte von Erich Hannighofer, Charlotte Wüstendörfer, Walter Scheffler, Agnes Miegel und Margarete Kudnig. Im Ganzen sind 96 Kompositionen erhalten geblieben. Im Frühjahr 1941 wurde Herbert Brust zum Heer (Wehrmacht) eingezogen. Im August 1945 kam er als Flüchtling nach Bremerhaven. Im Auftrag des evangelisch-lutherischen Gesamtverbandes übte er an der St.-Martins-Kirche (Schiffdorf) sogleich die Tätigkeit eines Organisten aus. Zunächst vertretungsweise gemeinsam mit seiner Frau und mit eingeschränkter Stundenzahl wurde er 1947 vom Bremerhavener Magistrat in den Schuldienst eingestellt. Nach drei Jahren an der Wilhelm-Raabe-Schule unterrichtete er ab 1950 an der Humboldtschule Bremerhaven. Dort entfaltete er eine umfangreiche und allgemein anerkannte musikpädagogische und künstlerische Tätigkeit. Daneben blieb er Organist an der Schiffdorfer Kirche. 1949 hatte er den Romowe-Verlag gegründet, in dem vor allem seine eigenen Kompositionen erschienen. 1965 trat er in den Ruhestand. Mit 68 Jahren gestorben, wurde er  auf dem Friedhof seiner Kirche beerdigt.

## Verhältnis zum Nationalsozialismus
Nach einem undatierten „Bekenntnis“ verehrte Brust Adolf Hitler: „Ich glaube, daß der Weg frei sein wird zu einer reindeutschen Religion ... Ich glaube an Adolf Hitler.“ In der Zeit des Nationalsozialismus komponierte er Kantaten im Sinne des Nationalsozialismus, wie 1934 Volk in der Ostmark. 1936 wurde im Rahmen der Reichstagung der Nationalsozialistischen Kulturgemeinde die Auftragskomposition Memelruf uraufgeführt. Brust beantragte am 28. Juni 1937 die Aufnahme in die NSDAP und wurde rückwirkend zum 1. Mai desselben Jahres aufgenommen (Mitgliedsnummer 5.582.760).

## Kompositionen
- Ostpreußenouvertüre, für großes Orchester (op. 14)
- Fünf Nehrungsgesänge, für eine Singstimme und Klavier (op. 33)
- Der Memelruf, Kantate nach Hannighofer für Chor, Orchester, Sprecher, Bariton und Orgel (op. 48)
- Musik zum Hörspiel Im Hause Simon Dachs (op. 50)
- Drei Gesänge auf Texte von Agnes Miegel (op. 96)

## Veröffentlichungen
- Aus meinem Leben. Mit Werkverzeichnis. In: Ostpr. Musik. Band I, 1937.